# 田中碧 (アナウンサー)
田中 碧（たなか あおい、1994年5月23日 - ）は、日本のフリーアナウンサー、気象予報士。神奈川県横浜市出身。オスカープロモーション所属。

## 来歴
東京学芸大学附属高等学校、東京外国語大学英語科卒業。大学在学中には、フジテレビ直営のアナウンススクール「アナトレ」とテレビ朝日の子会社が運営するアナウンススクール「テレビ朝日アスク」に通っていた。
2017年4月1日に新潟放送 (BSN) に入社。入社当日から『土曜ランチTV なじラテ。』に出演してテレビデビューを果たしている。
同年にはアノンシスト賞のCMナレーション部門で優秀賞、翌2018年には第59回新潟広告賞ラジオCM部門で奨励賞を受賞している。
2019年3月に退社し、翌4月にテレビ神奈川 (tvk) へ移籍。入社直後から『LOVEかわさき』の司会を務めている。
同年には「横浜マラソン2019」にメディアランナーとして参加し、完走を果たした。
2020年3月には気象予報士、2021年4月には防災士の資格を取得している。
2023年2月18日、同日放送の『LOVEかわさき』の番組内において、同年3月末をもってtvkを退社すること発表した。また、同日には自身のSNSにおいて、2022年の春に結婚していたことを公表した。
2023年3月31日をもってtvkを退社。翌4月からオスカープロモーション所属のフリーアナウンサーとなる。
2024年2月、第一子となる女の子を出産したことを発表。

## エピソード
- 2020年に『LOVEかわさき』の企画で、名前の漢字が同一であるプロサッカー選手の田中碧（当時川崎フロンターレ所属）と対談し、同年2月15日放送分においてその模様が放送された[15]。

## 担当番組

### 過去

#### 新潟放送時代
- 土曜ランチTV なじラテ。 - 「新潟ブランド★向上委員会」、お天気コーナー、なじラテ中継担当[16]
- BSN水曜見ナイト - MC、中継リポーター[6]
- 新潟ジョシ部[6]
- わたしとよりみちくん[6]
- ウェルネス通信 - ナレーション[1][17]
- BSN NEWS（不定期）
- 新潟日報ニュース（不定期）

#### テレビ神奈川時代
- 3人の証言者〜カナガワ平成史〜（2019年4月30日）
- 田中碧のRun with You
- これからどうするtvk（2022年4月1日） - 「50kmマラソン」中継リポーター
- LOVEかわさき（2019年4月6日 - 2023年3月18日） - MC
- 高校野球ニュース[18]
- 全国高等学校野球選手権神奈川大会 - リポーター[19]
- tvkニュース
- tvk NEWSハーバー（2020年10月2日 - 2023年3月31日 ） - キャスター（2022年3月25日まではニュース読みと天気予報を担当）[20][21]
- 関内学
- 横浜市会ダイジェスト
- 神奈川県議会中継
- lol planets

### テレビドラマ
- 信長未満-転生光秀が倒せない-（2022年12月13日） - 司会者 役